# اونتریزینگن
اونتریزینگن (به آلمانی: Unterjesingen) یک منطقهٔ مسکونی در آلمان است که در توبینگن واقع شده‌است. اونتریزینگن ۸٫۷۳ کیلومتر مربع مساحت و ۲٬۷۵۸ نفر جمعیت دارد.